# Comoedienhaus (Frankfurt am Main)

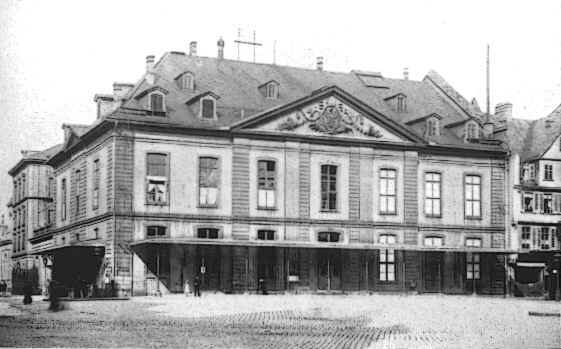
Das Comoedienhaus um 1900

Das Comoedienhaus (ab 1792: Frankfurter Nationaltheater, ab 1842: Frankfurter Stadttheater) war das erste Stadttheater in Frankfurt am Main. Es wurde 1780 bis 1782 nach Plänen von Stadtbaumeister Johann Andreas Liebhardt errichtet und am 2. September 1782 mit Johann Christian Bocks Drama Hanno, Fürst im Norden eröffnet. Der klassizistische Bau mit seinen 1016 Plätzen genügte fast 100 Jahre lang den Ansprüchen der Bürgerschaft. Zu den Dramen und Opern, die hier ihre Uraufführung erlebten, gehören Kabale und Liebe (1784), Silvana (1810) und Die Opernprobe (1851). Während des erfolglosen Frankfurter Fürstentages besuchten die im Deutschen Bund vereinten Fürsten das Theater. Am 10. Juli 1878 geriet das Haus kurz vor einer Vorstellung von Grillparzers Ahnfrau in Brand, konnte aber gerettet werden.
1880 wurde das neue Opernhaus am Bockenheimer Tor feierlich eröffnet. Das Comoedienhaus am Theaterplatz blieb noch bis 1902 Spielstätte des Schauspiels. Am 30. Oktober 1902 nahmen die Frankfurter mit einer Aufführung von Iphigenie auf Tauris Abschied vom alten Stadttheater. Es stand einige Jahre leer und wurde schließlich für den 1911 bis 1913 erfolgten Bau des neoklassizistischen Geschäftshauses Börsenstraße 2–4 abgerissen.

## Lage und Umgebung

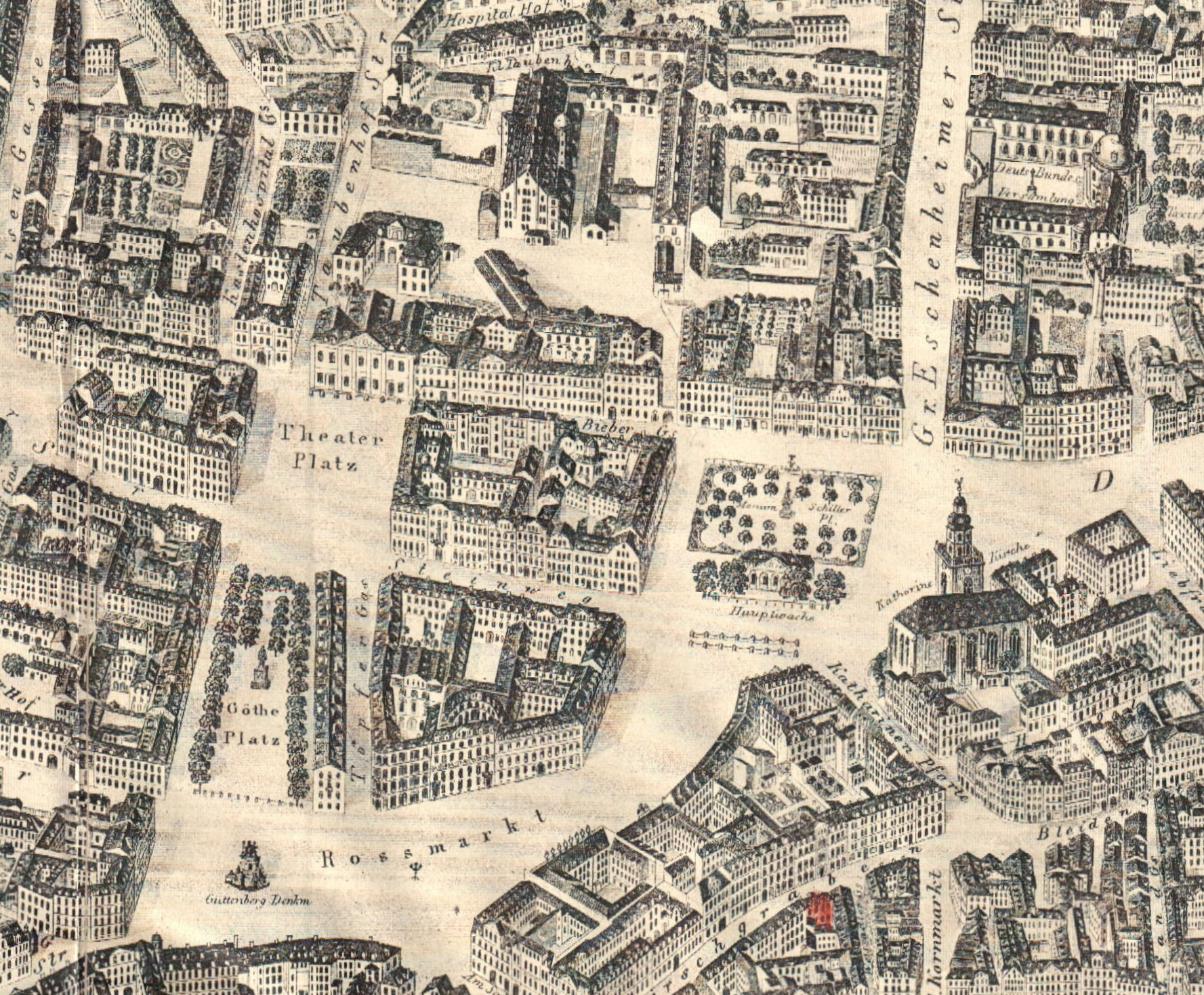
Lageplan (Delkeskamp 1864)

Das Comoedienhaus lag am nördlichen Rand des Roßmarktes. Der größte Platz der Neustadt war in diesem Bereich seit 1666 mit Bäumen bepflanzt und hieß deshalb auch Stadtallee. Auf dem Grundstück hatte zuvor das sogenannte Weiße Haus gestanden, das der Rat lange zuvor gekauft hatte, um dort ein neues Gebäude für die Stadtbibliothek zu errichten. Das Projekt war jedoch nicht zustande gekommen, so dass das Haus nach jahrzehntelangem Leerstand baufällig geworden war. Es wurde 1780 bis auf die Kellerfundamente abgerissen, die für den Neubau weiter genutzt werden sollten. Im Osten grenzte das Theater an das Humbrachtsche Haus in der Biebergasse, im Westen an die schmale Taubengasse (später Börsengasse).
Mit dem Bau des Theaters bürgerte sich der Name Comoedienplatz, später Theaterplatz ein. Von hier zweigten einige Hauptverkehrsstraßen ab, darunter nach Westen die zum Bockenheimer Tor führende Bockenheimer Gasse und die Kalbächer Gasse, nach Osten die Biebergasse zum Paradeplatz und der Steinweg zur Hauptwache und zur Zeil. Um den Platz siedelten sich wegen seiner verkehrsgünstigen Lage zahlreiche Gasthäuser an, darunter das Backhaus (Kalbächer Gasse 10), in dem 1790 Wolfgang Amadeus Mozart während der Krönungsfeierlichkeiten für Kaiser Leopold II. logierte, bei denen er zwei Konzerte im Comoedienhaus gab. Vis-à-vis zum Theater, an der Ecke Kalbächer Gasse/Theaterplatz, lag die Brauerei Zu den drei Hasen, eine der beliebtesten Gaststätten im alten Frankfurt.
Die Kastanienbäume auf dem Comoedienplatz wurden bereits 1782 beseitigt, um den am Theater vorfahrenden Kutschen mehr Raum zu verschaffen. Um 1808 setzte man zusätzlich Steinpoller mit Sicherungsketten an den Straßenrand vor dem Theater, um die herausströmenden Besucher vor den auffahrenden Kutschen zu schützen.
Nach Süden ging der Theaterplatz in die Stadtallee über. Seit der Errichtung des Goethedenkmals 1844 heißt der Platz Goetheplatz. Nördlich des Theaters lagen noch bis in die zweite Hälfte des 19. Jahrhunderts zwei frühneuzeitliche Höfe, der im Besitz des Hospitals zum Heiligen Geist befindliche Taubenhof und der Rahmhof mit dem 1755 erbauten Marstall. Ein Teil der Bauten wurde als Magazinräume für das Theater genutzt, das 1666 erbaute Zeughaus als Malersaal. Sie wurden zwischen 1871 und 1874 für den Straßendurchbruch der Börsenstraße und den Börsenplatz abgerissen. 1879 wurde die von den Frankfurter Architekten Heinrich Burnitz und Oskar Sommer entworfene Neue Börse eingeweiht. Das Theater erhielt 1875 durch Stadtbauinspektor Rügemer ein Dekorationsmagazin, das durch einen Innenhof vom Bühnenausgang sowie durch einen Nebeneingang von der Börsengasse aus zugänglich war.

## Architektur

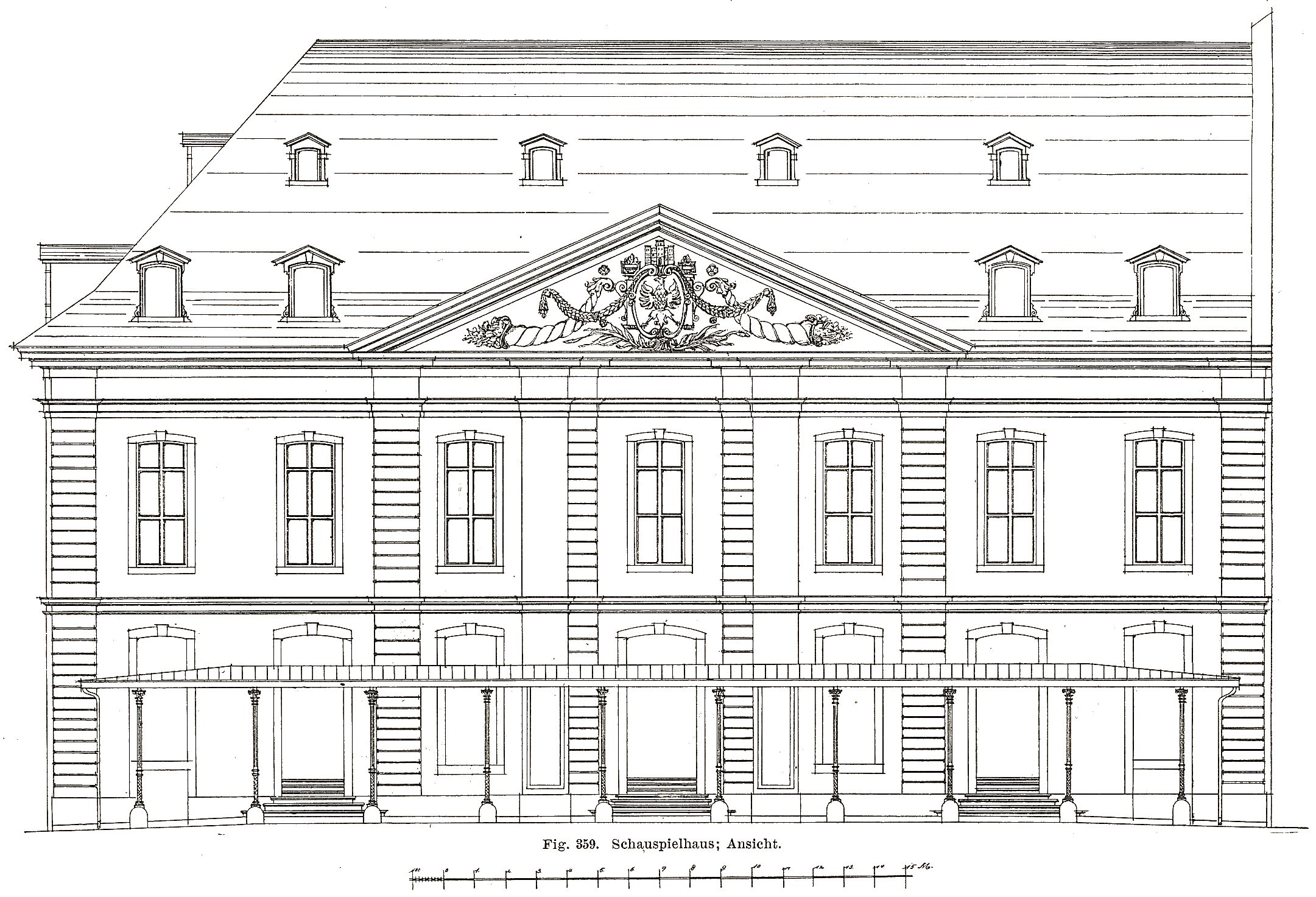
Fassadenaufriss, Ansicht vom Theaterplatz (Wolff/Jung 1896)

### Äußeres
Das Comoedienhaus war ein schlichter, zweigeschossiger Bau, der von außen wenig an ein Theater erinnerte. Nach Osten stieß das Theater an das Humbrachtsche Haus in der Biebergasse. Die Frontseite zeigte nach Süden zum Platz, die Seitenfassade zur schmalen Taubengasse. Ober- und Untergeschoß hatten jeweils sieben flachbogig geschlossene Fenster zum Theaterplatz hin. Ihre einfache Gestaltung entsprach den damals in Frankfurt üblichen Formen. Zwischen den drei Fensterachsen des Mittelrisalits verliefen zwei schmale gequaderte Lisenen mit gekröpftem Gesims, zu den jeweils zwei äußeren Fensterachsen sowie an den Rändern der Fassade vier etwas breitere. Die Lisenen sowie die sichtbaren Architekturelemente, wie Fensterstöcke, Simse, Konsolen und Kapitelle, bestanden aus rotem Mainsandstein, dem seit dem Mittelalter bevorzugten repräsentativen Baumaterial in Frankfurt. Die Wände waren aus Bruchstein und verputzt.
Über dem Mittelrisalit erhob sich ein Dreiecksgiebel. Dessen Tympanon war mit einem Frankfurter Adler geschmückt, verziert mit Füllhörnern und Efeuranken. Der Adler stammte, wie auch die übrigen Bauornamente, von dem Frankfurter Bildhauer Schnorr. Das Mansarddach war nach der Taubengasse hin abgewalmt.
Zum Theaterplatz lagen drei Eingänge, links der zum Parterre, in der Mitte der zur Galerie und rechts der Bühneneingang. Zwei Nebeneingänge befanden sich zur Taubengasse hin, an der Rückseite zum Taubenhof ein Notausgang und der Bühnenausgang. 1826 entstand neben dem Bühnenausgang ein 12,5 auf 13,5 Meter großer Anbau mit Garderoben und Werkstätten, auf dem Dach wurde ein Blitzableiter angebracht. Im Innenhof wurde zum Brandschutz eine Regenzisterne angelegt und ein Spritzenhaus gebaut, in dem eine städtische Feuerspritze untergebracht war. Auf dem Dachboden des Theaters wurden zwei große kupferne Wasserbehälter aufgestellt, die vor jeder Vorstellung mit Hilfe einer Handpumpe aus der Zisterne gefüllt wurden, sowie zwei weitere Handfeuerspritzen mit Schläuchen.
Um die Besucher vor der Witterung zu schützen, wurden beim Umbau 1855 Wetterdächer vor den Eingängen angebracht. 1870 ersetzte Stadtbaumeister Henrich sie auf der Südseite durch ein über die gesamte Fassade laufendes, von 10 gusseisernen Säulenpaaren getragenes Vordach mit Glasdeckung.

### Inneres

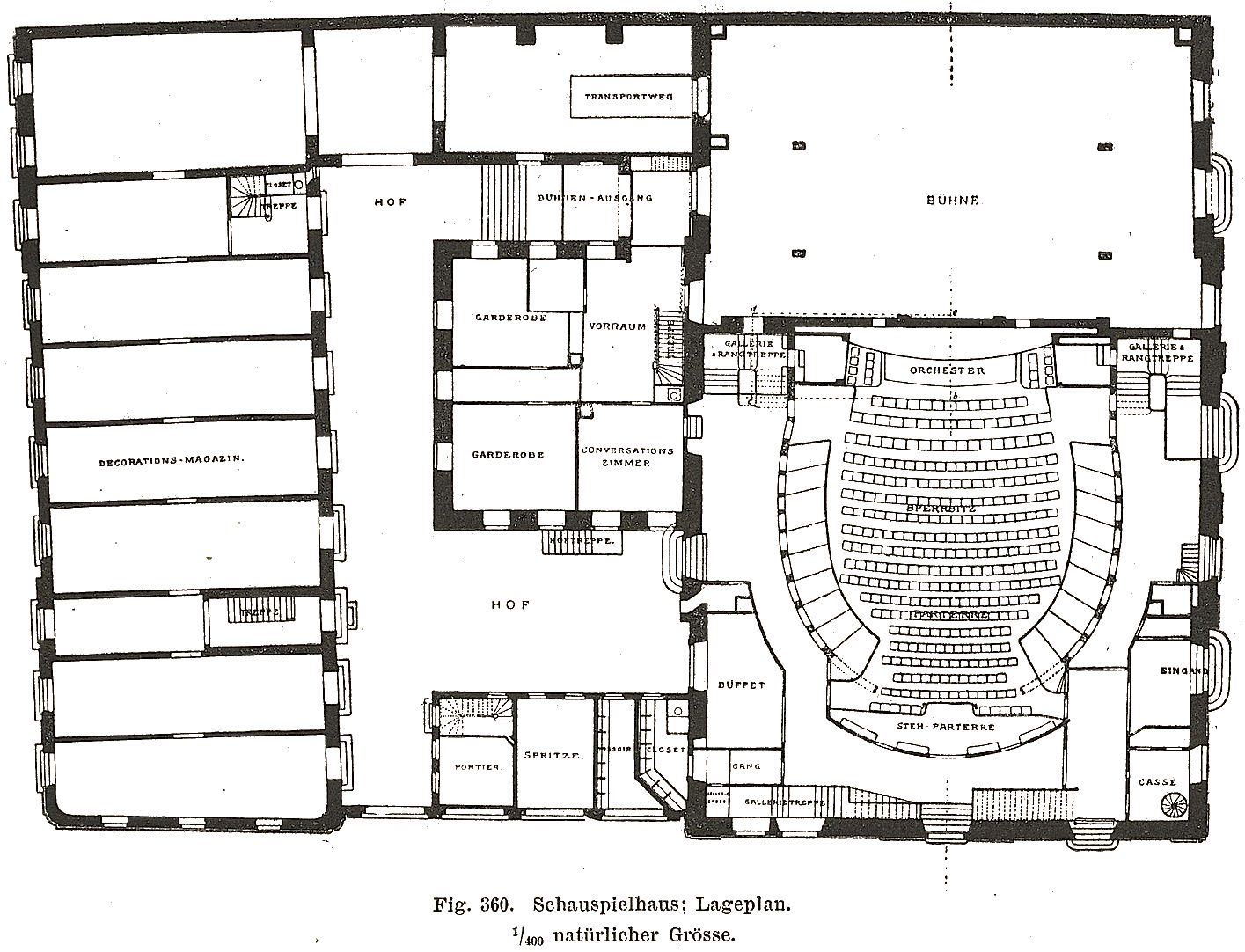
Grundriss des Stadttheaters (Wolff/Jung 1896)

In der ursprünglichen Bauausführung von 1782 besaß das Theater ein Parkett mit Sperrsitz und 12 Logen an den Seiten, ein Stehparterre, zwei Ränge mit 30 Logen und eine Galerie (Paradies) mit Stehplätzen. Vor der nur etwa 1,50 Meter hohen Bühne befand sich das Orchester. Das Proszenium war 9,40 Meter breit, dazu kamen auf jeder Seite drei Proszeniumslogen übereinander. Der große Vorhang, ein Werk der Frankfurter Maler Christian Georg Schütz Vater und Sohn, zeigte Frankfurts Stellung als Kunst- und Handelsstadt in allegorischen Figuren. Die Treppen für den Zugang zu den Rängen und zur Galerie lagen zu beiden Seiten des Proszeniums. Sämtliche Innenbauten, Decken, Treppen, Bühnen und der Dachstuhl bestanden aus Holz. Lediglich die Außenmauern und einige Schornsteine waren gemauert.
Bei der Renovierung 1855 wurde der Sitzreihenabstand im Parkett von 35 auf 40 Zentimeter vergrößert, der Bühnenraum vertieft und die Bühne verbreitert. Die Bühnenmaschinerie, Podien, Soffitten und Schnürboden wurden vollständig erneuert und eine Gasbeleuchtung eingebaut. Das Parkett besaß nun 19 Sitzreihen, an beiden Seiten jeweils 9 Logen. Insgesamt besaß das Theater seitdem 1016 Plätze, die alle freie Sicht auf die Bühne hatten. Das Theater war beim Publikum trotz seiner Enge wegen seiner ausgezeichneten Akustik sehr beliebt. Weniger zufrieden waren zumindest anfangs die Schauspieler, da es auf der Bühne sehr eng zu ging. Eine Hinterbühne fehlte gänzlich, die Zahl der Ankleidezimmer reichte nicht aus. Erst mit dem Anbau von 1826 verbesserte sich die Situation. 
Anfangs gab es keine Heizmöglichkeit. Im Winter konnte wegen der Kälte daher oft nicht gespielt werden. 1792 wurden auf jeder Etage zwei mit Steinkohle zu heizende Öfen gesetzt, doch blieb deren Wirkung unzulänglich. Erst 1826 erhielt das Haus eine Warmluftheizung.
Bei der Wiederherstellung nach dem Brand 1878 wurden ein eiserner Vorhang und eine Beregnungsanlage über der Bühne installiert.

## Geschichte

### Das Projekt eines städtischen Theaters
Mit dem Plan für ein städtisches Theater beschäftigten sich städtische Behörden erstmals im Frühjahr 1751. Bis dahin fanden Theateraufführungen in Frankfurt ausschließlich in Gasthäusern statt, beispielsweise dem Krachbein in der Fahrgasse, oder in provisorischen Schaubuden auf größeren Plätzen der Neustadt, vor allem auf dem Roßmarkt. Es gab kein festes Theaterensemble in der Stadt. Theateraufführungen fanden vor allem während der Messezeiten durch Wanderbühnen statt. Das Bauamt schlug vor, auf städtische Kosten neben dem Marstall ein hölzernes Komödienhaus zu errichten und es an die Truppe von Franz Schuch zu verpachten. Dieser wollte sich verpflichten, während der beiden jährlichen Messen und, wenn möglich, noch 14 Tage darüber hinaus zu spielen und dafür seinen eigenen Fundus zu nutzen. Dagegen erhob das lutherische Predigerministerium unter der Leitung von Senior Johann Philipp Fresenius umgehend Einspruch, da die Comödien Gott missfällig seien und zu viel Unordnung und Sünde führten. Der Rat wies den Einwand zurück, befand aber den vorgesehenen Bauplatz für ungeeignet. Die Zufahrt sei zu eng für Kutschen und der Platz zu feuergefährlich wegen der Nähe zu den Heuvorräten des Marstalles. Zudem sei das Grundstück bereits für den Bau einer „Arbeits- und Besserungsanstalt für arbeitsscheues Gesindel“ vorgesehen.
Der Siebenjährige Krieg und seine Folgen, die auch Frankfurt in Mitleidenschaft zogen, brachte die Planungen für etliche Jahre in Verzug. 1767 griff das Bauamt das Projekt wieder auf und schlug einen von Stadtbaumeister Johann Andreas Liebhardt ausgearbeiteten Plan vor, das seit langem leerstehende Weiße Haus an der Stadtallee zu einem Theater- und Konzerthaus umzubauen. Dagegen erhoben die bürgerlichen Kollegien Bedenken. Zwar seien die Schauspiele nicht mehr so grob pöbelhaft wie ehedem; sie gäben jedoch auf feinere Art doppeltes Ärgernis und subtiles Gift, indem beispielsweise „den jungen Leuten practisch alle mögliche Griffe zur Hintergehung der Eltern in Liebesverständnissen angezeigt und durch die Tänzer alle Begriffe von Schamhaftigkeit in den jungen Herzen ausgerottet“ würden. Die Bürgerschaft solle das Geld, statt es im Theater auszugeben, lieber im Wirtshaus verzehren, wovon dann Metzger, Bäcker, Weinhändler und fast alle, die offene Läden hätten, profitierten. Statt ein Comoedienhaus zu bauen, solle die Stadt lieber an eine Renovierung des Tollhauses, die Errichtung der Besserungsanstalt oder eine Renovierung der baufälligen Peterskirche denken.
Der Rat ging auf die moralischen Bedenken nicht ein, sondern versuchte die für finanzielle Fragen zuständigen bürgerlichen Kollegien von der Wirtschaftlichkeit des Theaterprojektes zu überzeugen. Allerdings reklamierte nun auch die Nachbarschaft des geplanten Baugeländes an der Stadtallee: Das Theater fördere die Unsittlichkeit in ihrem Quartier und bringe ihren Häusern Feuersgefahr. Der Rat wies die Eingabe im April 1768 wegen ihrer „unziemenden Schreibweise“ ab. Trotzdem ruhten die Planungen für einige Jahre: zum einen war die Finanzierung der auf 20.000 Gulden veranschlagten Baukosten unsicher; zum anderen erbot sich der niederländische Obrist Bender von Bienenthal, Pächter des Junghofes, seinen 1755 erbauten Konzertsaal zu einem kleinen Theater auszubauen, wenn die Stadt von ihrem eigenen Projekt Abstand nähme. Darüber ruhten die Verhandlungen einige Jahre und wurden erst im Mai 1774 wieder aufgegriffen. Es kam jedoch erneut zum Konflikt zwischen dem Rat, der das Theater unbedingt durchsetzen wollte, und den bürgerlichen Kollegien, die teils aus moralischer Abneigung gegen das Theaterwesen, teils aus Eifersucht gegen das eigenmächtige Vorgehen des Rates opponierten. Auch das Predigerministerium meldete sich nochmals zu Wort, allerdings in milderem Tenor als 1751. Zwar sei das Theater eine beliebte Lustbarkeit großer Städte und in neuerer Zeit von den sonst gewöhnlichen Missbräuchen zu reinigen versucht worden, doch würden weiterhin nicht die Tugend, sondern die Leidenschaften der Liebe geschildert und eine Schule der Buhlerei gebildet; die Prediger bäten daher, sich nicht durch die Aussicht auf Gewinn zur Förderung eines die geistige Wohlfahrt der Bürger gefährdenden Unternehmens, wie des Schauspielhauses, verleiten zu lassen. Der Rat nahm die Eingabe der Geistlichkeit im November 1774 lediglich zu den Akten. Der Konflikt zwischen Rat und Bürgerkollegien eskalierte allerdings bis zum Reichshofrat in Wien, der 1778 zugunsten des Theaters entschied. Rat und Bürgerschaft einigten sich darauf, das Theater nach den Liebhardtschen Plänen anstelle des Weißen Hauses an der Stadtallee zu bauen.
Trotzdem kam es bis zum Baubeginn im Juni 1780 zu weiteren Verzögerungen, da die geplanten Baukosten inzwischen nach den von den Werkmeistern eingeholten Voranschlägen auf über 42.000 Gulden gestiegen waren. Die Kollegien wollten jedoch höchsten 36.000 Gulden genehmigen. Um das Budget einzuhalten, überarbeitete Liebhardt den Plan. Er verzichtete auf den dritten Logenrang, vereinfachte die Dachkonstruktion und das Fundament und bereinigte die Fassade um aufwendige Steinmetzarbeiten. Der Rat drängte nun auf einen Baubeginn und hielt den Bürgerkollegien vor, weitere Verzögerungen würden der Nachwelt kein ehrenhaftes Denkmal hinterlassen, „zumal nach einem 13jährigen ekelhaften Herumzug der Sache.“ Im Juni 1780 begann der Bau, am 31. Juli wurde der Grundstein gelegt. Auch hierüber kam es wieder zu Streit mit den bürgerlichen Kollegien, da die Maurer die Zeremonie eigenmächtig organisiert und dabei eine von Ratsherr Hieronymus Peter Schlosser verfasste lateinische Urkunde in den Stein gelegt hatten, in welcher lediglich der magistratischen und nicht der bürgerlichen Deputierten gedacht worden war; auch hätten die gehaltenen Reden „ungebührliche Räsonnements“ enthalten. Der Rat sah sich zu einer Untersuchung gezwungen. Am 11. August 1780 wurden sämtliche Einlagen dem Grundstein wieder entnommen und den Maurern zurückgegeben.

### 1782 bis 1792: Verpachtung an Hofrat Tabor

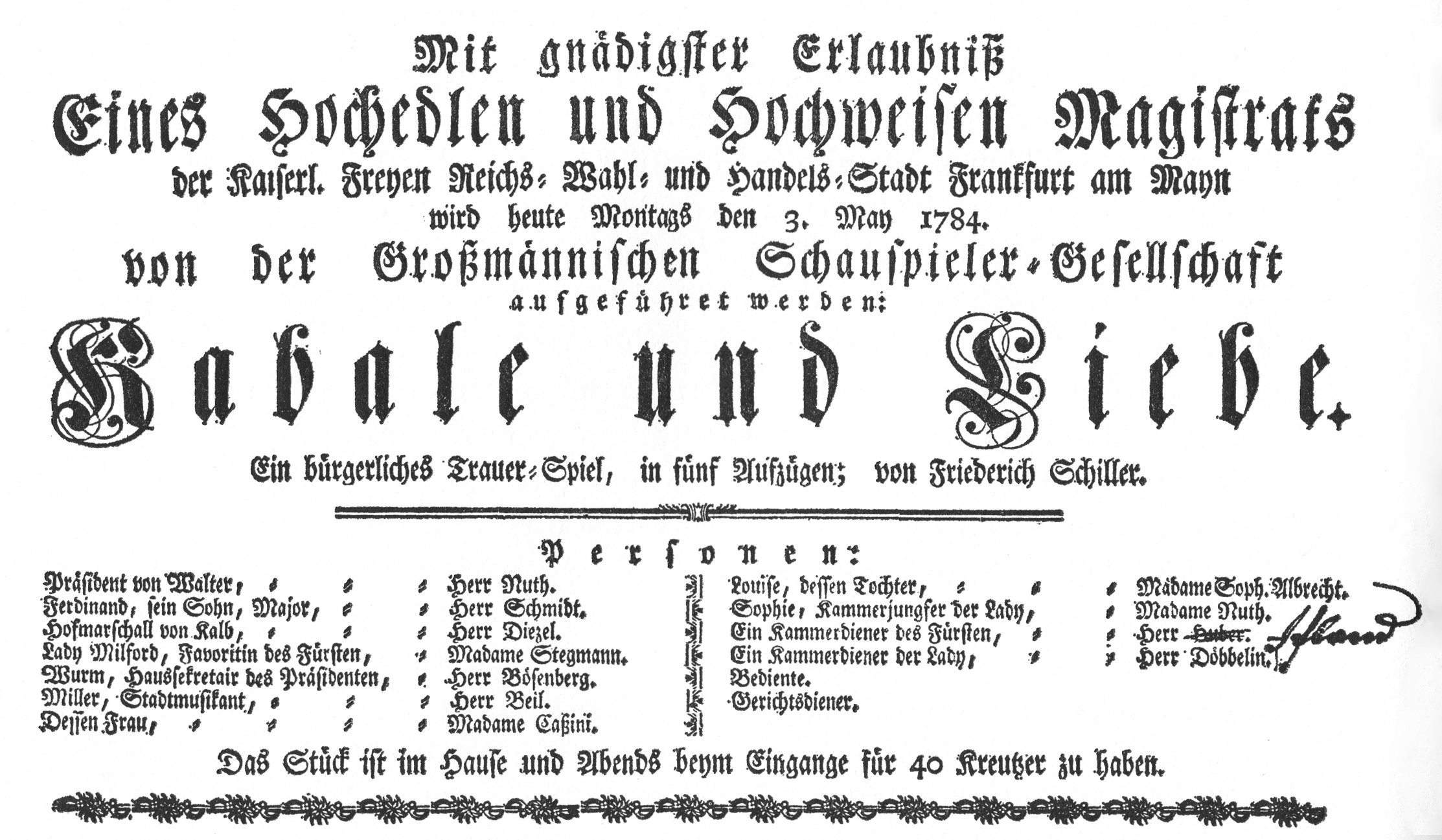
Theaterzettel der zweiten Aufführung von Kabale und Liebe am 3. Mai 1784

Der Auftrag zur Anfertigung der Dekorationen ging für 6000 Gulden an den Mannheimer Hofmaler Giuseppe Quaglio. Noch vor der Fertigstellung verpachtete der Rat das Theater ab 1. September 1782 auf 10 Jahre an den waldeckischen Hofrat Johann August Tabor, der die kurfürstlich-mainzische Theatertruppe von Gustav Friedrich Großmann engagierte. Pünktlich zur Herbstmesse 1782 wurde das Haus am 2. September mit Johann Christian Bocks Drama Hanno, Fürst im Norden eröffnet. Laut einer 1790 vorgelegten Abrechnung beliefen sich die Gesamtkosten schließlich auf 55.637 Gulden und 51 Kreuzer. Das Theater erwies sich als voller Erfolg und erfreute sich bei den Frankfurter Bürgern großer Beliebtheit. Neben Komödien und Dramen von Shakespeare bis zur Sturm-und-Drang-Zeit wurden auch Opern aufgeführt. Besonders die Werke Mozarts wurden mit großem Erfolg aufgeführt, wenn auch zuweilen in Bearbeitungen oder mit Kürzungen. 1784 stand Die Entführung aus dem Serail auf dem Programm, 1788 Figaros Hochzeit und 1789 Don Giovanni. Am 13. April 1784 fand im Comoedienhaus die Uraufführung von Schillers Drama Kabale und Liebe statt.
Am 17. April 1785 brach in den Wohn- und Arbeitsräumen des Theaterdirektors ein Feuer aus, bei dem dieser erheblich verletzt wurde und seinen gesamten Hausrat verlor. Das Theater selbst blieb weitgehend unbeschädigt. Bereits drei Tage später konnte wieder gespielt werden. Die Reparaturkosten beliefen sich auf 676 Gulden und 34 Kreuzer.
In den ersten Jahren durfte an Sonn- und Festtagen, während der Fastenzeit sowie vom ersten Advent bis Neujahr nicht Theater gespielt werden; Konzerte, Bälle und Mahlzeiten waren überhaupt nicht zulässig; beleidigende oder sonst dem Rat missliebige Stücke durften nicht aufgeführt werden. Vorstöße Tabors, das Aufführungsverbot an Sonntagen und während der Fastenzeit aufzuheben, blieben 1783 und 1785 erfolglos. Erst 1787 gelang es ihm, wenigstens an den vier Sonntagen der Messezeiten spielen zu dürfen, also auch während der Frühjahrsmesse in der Fastenzeit. Am 29. September 1791 verfügte der Rat, dass das Theater nur noch vom letzten Adventssonntag bis Weihnachten, am Sonntag Cantate, von Palmsonntag bis Ostern sowie an Pfingsten geschlossen bleiben sollte. Den bürgerlichen Kollegien teilte der Rat gleichzeitig sein Missfallen mit: Ihrer Intention auf weitergehende Schließungen ermangele es an verfassungsmäßigen Gründen, da ihnen eine Einmischung in diesem ausschließlich der Polizeigewalt vorbehaltenen Punkt nicht anstehe.
Ab 1788 kam es vermehrt zu Unzufriedenheit mit der Spielplangestaltung, die Tabor vollständig der Direktion der Kurmainzer Theatergesellschaft überließ. Diese konzentrierte vor allem in den Wintermonaten ihr Stammpersonal auf das Mainzer Theater und ließ in Frankfurt ungeübte Wandergesellschaften auftreten. Andererseits nahm man das Geschäft während der Kaiserkrönung Leopolds II. 1790 zu Lasten der Frankfurter Abonnenten gerne mit. Es kam daher zu Forderungen, für das Frankfurter Theater eine feste Gesellschaft zu gründen.

### 1792 bis 1842: Frankfurter Nationaltheater

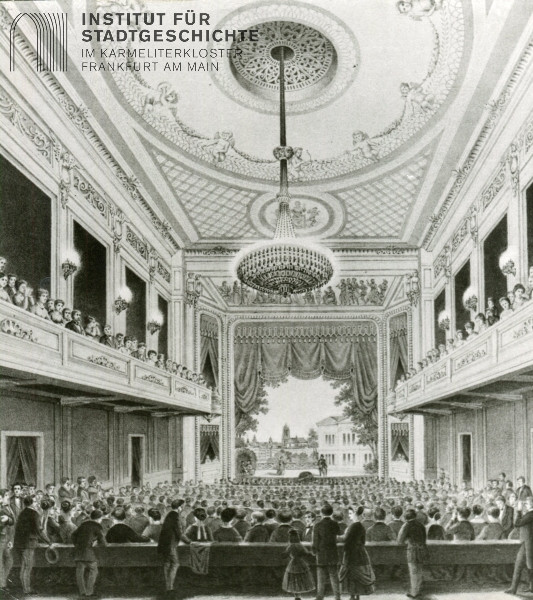
Zuschauerraum des Theaters, ca. 1870

Mit dem Auslaufen des Pachtvertrages am 1. September 1792 übertrug der Rat das Theater an eine von vier Frankfurter Bürgern gegründete Aktiengesellschaft. Der Vertrag mit dem Frankfurter Nationaltheater datiert vom 15. Dezember 1791. Darin verpflichtet sich die Gesellschaft, ein ständiges Ensemble für Schauspiel und Oper zu engagieren. Hiesige Bürger und deren Söhne, Minderjährige, Handlungsdiener und Lehrlinge durften nur mit besonderer Erlaubnis des Rates angestellt werden. Die Gesellschaft hatte darauf zu achten, dass die Schauspieler gesittet lebten und keine Schulden machten. Die Schauspieler durften keinem bürgerlichen Broterwerb nachgehen, insbesondere keinen Unterricht geben. Die Konzession galt für zunächst 10 Jahre und wurde bis 1842 fünfmal verlängert.
Bis zur Übergabe des Theaters am 1. September 1792 spielte das Ensemble des Nationaltheaters einstweilen sonntags im Comoedienhaus Wilhelmsbad. Während der Krönungsfeierlichkeiten für Kaiser Franz II. im Juli 1792 gestattete der Rat die Errichtung einer provisorischen Schauspielbude auf dem Paradeplatz. Am 21. Oktober 1792 eröffnete das Nationaltheater mit dem Stück Faust von Stromberg, musste jedoch schon einen Tag später wegen des Einmarschs der französischen Revolutionstruppen unter General Custine bis zum Ende der Besatzungszeit am 2. Dezember schließen.
Im Juli 1796 belagerten französische Truppen unter General Jean-Baptiste Kléber die von österreichischen Truppen verteidigte Stadt. Mehrere renommierte Ensemblemitglieder verließen Frankfurt deshalb eilig. Im August 1797 besuchte Goethe auf seiner Schweizreise das Theater mehrfach. In mehreren Briefen zog er Vergleiche mit dem Weimarer Theater, das er seit 1791 leitete, darunter am 22. August an Schiller: „Das hiesige Theater ist in einem gewissen Sinne nicht übel, aber viel zu schwach besetzt, es hat freilich vor einem Jahr einen gar zu harten Stoß erlitten, ich wüßte nicht, welches Stück von Werth und Würde man jetzt hier leidlich geben könnte.“
In den Folgejahren entwickelte sich das Theater teils erfolgreich, teils defizitär. Nach dem Ende des Heiligen Römischen Reiches 1806 wurde die Reichsstadt Frankfurt durch den Fürstprimatischen Staat mediatisiert, von 1810 bis 1813 gehörte sie zum Großherzogtum Frankfurt. Der Großherzog förderte das Theater, unter anderem sagte er der Aktiengesellschaft zu, die jährlich an die Departementhauptkasse zu entrichtende Miete von 4000 Gulden auf Lebenszeit aus der Zivilliste, seinem Privatvermögen, zu finanzieren. Die regulären Eintrittspreise während dieser Zeit betrugen 1 fl. 12 kr. für einen Logenplatz, 48 kr. im Parkett, 24 kr. auf der Galerie und 12 kr. auf der Empore. Ein Jahresabonnement für die Loge mit fünf Plätzen kostete 800 Gulden.
1815 wurde die städtische Souveränität wiederhergestellt und die Freie Stadt Frankfurt Sitz des Bundestages. Die Gesandtschaften und die zahlreichen in der Stadt lebenden Fremden brachten dem mittlerweile über 30 Jahre alten Theater neues Publikum. 1821 ließ der an die Stelle des früheren Rates getretene Senat durch Stadtbaumeister Heß und den Architekten Friedrich Rumpf Pläne für einen großzügigen Umbau des Hauses vorlegen. Ein neues Bühnenhaus sollte anstelle des abzureißenden Marstalles entstehen, das bisherige Theater komplett als Zuschauerraum umgebaut werden. Einschließlich der neuen Maschinerie sollte der Umbau ca. 106.535 Gulden kosten, zuzüglich der 20.000 Gulden für den Bau eines neuen Stalles an anderer Stelle. Die Planung zog sich einige Zeit hin, bis alle Aktionäre überzeugt waren. Im März 1824 legte der Senat die Pläne der Gesetzgebenden Versammlung vor. Diese lehnte das Projekt jedoch ab. Das Theater bedürfe lediglich im Inneren einer Renovierung, es sei ausreichend groß und überdies von vorzüglicher Akustik. Die städtischen Finanzen seien durch andere Bauten, wie die Bibliothek, die Paulskirche und den Friedhof, bereits zu sehr beansprucht. Da das Haus jedoch nicht dauerhaft in seinem bisherigen Zustand bleiben konnte, wurden 1826 immerhin die notwendige Innensanierung genehmigt und ein Garderoben- und Werkstattanbau errichtet, der die unzulänglichen Bühnenverhältnisse verbessern sollte. Das Theater erhielt außerdem eine Luftheizung und einen Blitzableiter.
In den 1830er Jahren stiegen die Ansprüche des städtischen Publikums an die Aufführungen im Theater. Vor allem die von der Pariser Oper stammenden Stücke, wie die Stumme von Portici und Robert der Teufel, stellten hohe Anforderungen an die Ausstattung und Inszenierung, aber auch an die Qualität der Sänger. Das städtische Theater setzte vor allem auf junge, aufstrebende Sänger, die aber meist nach mehr oder weniger kurzen Engagements an die angesehenen und besser gestellten Hoftheater abwanderten. Das seit 1792 bestehende, von Bürgern getragene Nationaltheater konnte die Ansprüche auf Dauer nicht erfüllen. Am 5. Februar 1842 übertrug der Senat mit Zustimmung der Ständigen Bürgerrepräsentation die Konzession an die Direktoren Carl Guhr, Carl Malß und Leonhard Meck, die das Theater künftig als Frankfurter Stadttheater führten. Die bürgerliche Aktiengesellschaft wurde nach 50 Jahren liquidiert.

### 1842 bis 1902: Frankfurter Stadttheater

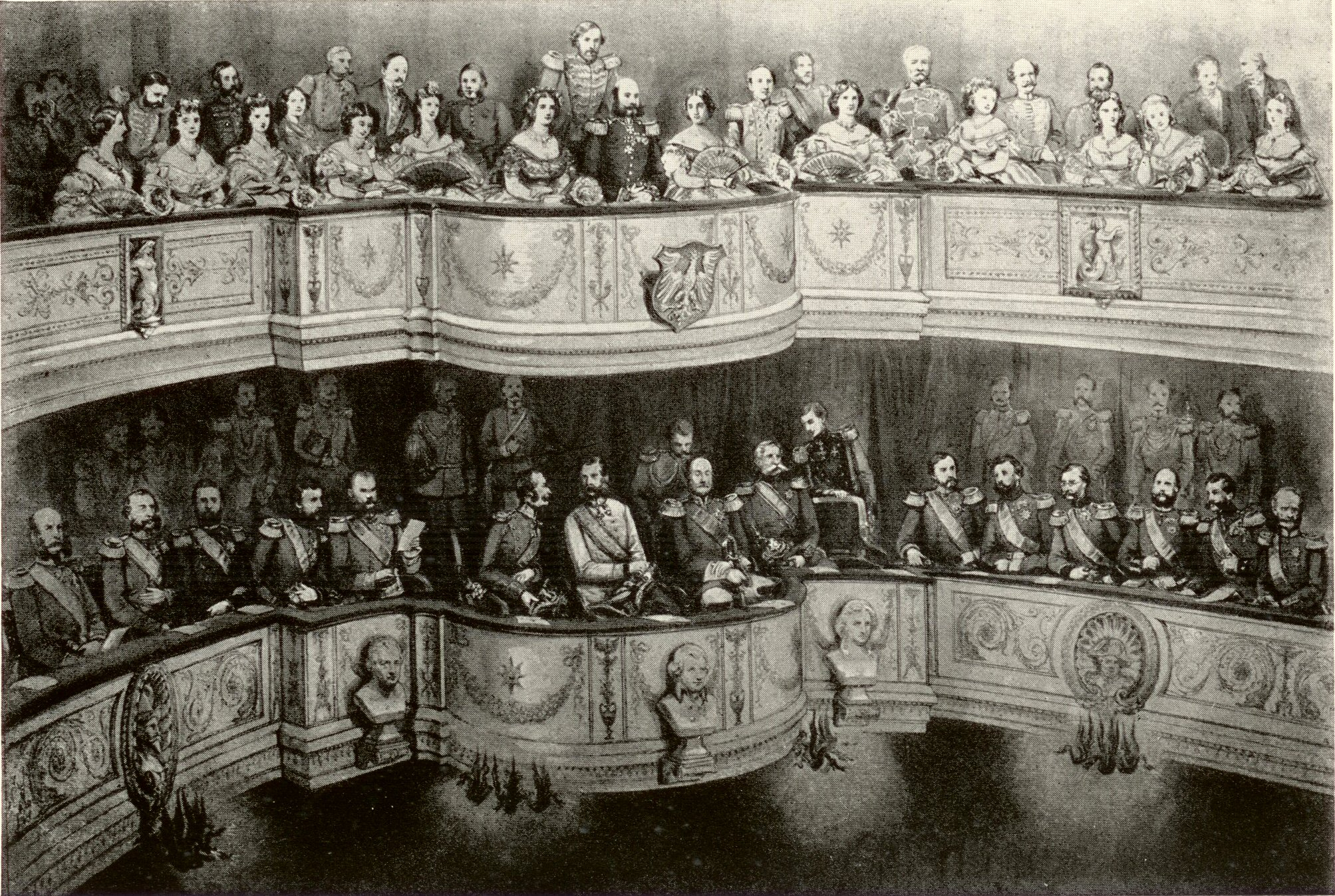
Frankfurter Fürstentag 1863

In den ersten Jahren war das Stadttheater wirtschaftlich sehr erfolgreich. Mit der deutschen Revolution 1848 geriet es jedoch in eine schwere Krise, zumal Malß und Guhr im Juni und Juli 1848 kurz nacheinander starben. Als neuer Direktor kam Julius Mühling aus Hamburg, Louis Schindelmeisser wurde Kapellmeister. Um das Theater zu unterstützen, erwarb die Stadt im August 1848 für 30.000 Gulden die Dekorationen und überließ sie für 10 Jahre unentgeltlich zur Nutzung. Die Lage des Theaters blieb jedoch prekär. Die Anzahl der Abonnenten ging weiter zurück. 1852 verließ Mühling die Direktion, Johann Hoffmann aus Prag wurde sein Nachfolger. 1853 schied auch der letzte Gründer des Stadttheaters Leonhard Meck aus. Es gelang jedoch nicht, das Theater wieder rentabel zu machen.
Vor die Alternative einer Schließung des Theaters gestellt, entschied sich der Senat 1854 erstmals den Betrieb des Hauses zu subventionieren. Außerdem setzte der Senat eine Kommission ein, welche eine Strategie für das Theater entwickeln sollte. Sie legte im November 1854 ihren Bericht vor. Das Theater sei mit Betriebskosten von jährlich 145.000 Gulden deutlich günstiger als die Theater in Dresden und Stuttgart, wo jährlich 300.000 Gulden anfielen, oder Karlsruhe, das etwa 200.000 verwende. Das Ensemble sei gut, die Sänger tüchtige, zum Teil ausgezeichnete Künstler, Chor und Orchester trefflich geschult. Ausstattung und Garderobe seien gut, das Repertoire mannigfaltig an Classicitäten und Novitäten. Die Kommission empfahl, Hoffmanns Konzession bis 1858 zu verlängern, eine weitere jährliche Subvention von 15.000 Gulden sei jedoch unentbehrlich. Die Kommission sprach sich zugleich gegen einen Neubau aus. Hierfür seien nach den Erfahrungen der Theaterneubauten in Hannover, Dresden und Karlsruhe mindestens 500.000 bis eine Million Gulden erforderlich, wozu noch 200.000 bis 300.000 für ein Provisorium während der Bauzeit kämen sowie die für ein so großes Haus notwendigen größeren Dekorationen und Ausstattungen. Der beste für einen größeren Neubau in Frage kommende Platz sei das Cronstettensche Stiftungsgelände am Roßmarkt, das zu erwerben jedoch Summen erfordere, welche zu verausgaben man selbst in den besten Zeiten Bedenken tragen müsse. Stattdessen den Paradeplatz zu bebauen, scheine nicht ratsam, da man die Stadt nicht dieses freien Platzes berauben dürfe. Es sei daher zu empfehlen, das bestehende Haus zu verbessern, und zwar durch eine Vergrößerung des Parketts, gänzliche Umgestaltung des Bühnenhauses, Erneuerung des Orchesters und der Gasbeleuchtung und andere Maßnahmen, die zusammen auf 68.000 Gulden berechnet wurden. Der Senat akzeptierte diesen Vorschlag und unterbreitete ihn der ständigen Bürgerrepräsentation. Diese lehnte den Umbau am 25. Januar 1855 ab und wollte lediglich eine bis 1858 befristete jährliche Subvention zugestehen.
Beide Vorlagen gelangten nun an die gesetzgebende Versammlung. Diese sprach sich grundsätzlich für einen Neubau am bisherigen Platz und in bescheidener Größe aus, sah jedoch Gefahr im Verzug, da ein Neubau längere Zeit der Planung benötige und die bisherige lebensgefährliche Maschinerie, der schmutzige Zustand des Hauses und die schlechte Ausstattung nicht länger bestehen bleiben könne. Sie stimmte daher für den vom Senat vorgeschlagenen Umbau und bewilligte das Budget von 68.000 Gulden, nicht aber die jährliche Subvention, da man den Betrieb des Theaters in freier Konkurrenz ausschreiben müsse. Unter diesen Umständen bat Theaterunternehmer Hoffmann um Auflösung des Konzessionsvertrages, welche der Senat am 20. März 1855 mit Wirkung vom 1. Mai gewährte.
Die fast 200 Mitarbeiter der Bühne und des Orchesters, fast alle Frankfurter Bürger, verloren damit ihre Anstellung. Sie gründeten ein Komitee aus 8 Personen – darunter Leonhard Meck, Kapellmeister Gustav Schmidt, Samuel Friedrich Hassel, Carl Gollmick und Wilhelm Dettmer – und handelten mit dem Senat ein Interim für die Monate Mai bis Juli 1855 aus. Während dieser Zeit spielte das Theater erfolgreich, so dass die Gagen vollständig bezahlt werden konnten und sogar ein kleiner Überschuss blieb. Am 31. Juli wurde das Haus für den überfälligen Umbau geschlossen, den der Senat am 15. Mai beschlossen hatte. Das Budget von 68.000 Gulden hatte die gesetzgebende Versammlung nach einigem Hin und Her bewilligt.
Noch in der Nacht zum 1. August begannen die Bauarbeiten unter Leitung von Stadtbaumeister Henrich. Die Pläne stammten von Rudolf Heinrich Burnitz, an der Innenausstattung wirkten Eduard Schmidt von der Launitz und Friedrich August von Nordheim mit. Das Haus wurde von innen und außen vollständig renoviert, die Unterbühne um 7 Schuh vertieft, die Bühnenöffnung erweitert, sämtliche Podien, Soffiten, Schnürboden und Fußböden erneuert, die Eingänge erhielten endlich die schon lange geforderten Wetterdächer. Die Baukosten überschritten das genehmigte Budget erheblich, jedoch fand die Ausführung der Arbeiten so allgemeinen Beifall, dass die gesetzgebende Versammlung die Mehrkostenvorlage bewilligte. Einschließlich eines neuen Dekorationsschuppens beliefen sich die Kosten des Umbaus schließlich auf 111.300 Gulden. Am 30. Oktober wurde der Bau übergeben, am 5. November hob sich erstmals der Vorhang im vollständig erneuerten Stadttheater.
In der Zwischenzeit hatte das Komitee mit Unterstützung von Abonnenten eine neue Frankfurter Theater-Aktiengesellschaft gegründet, deren Anteile von zahlreichen Bürgern gezeichnet wurden. Schnell kamen mehr als 30.000 Gulden Grundkapital zusammen, zusätzlich bewilligte der die Stadt eine jährliche Subvention von 8000 Gulden. Zahlreiche Schauspieler, Sänger und Musiker und ein großer Teil des technischen Personal schlossen sich der neuen Gesellschaft an, dazu kamen etliche Neuengagements. Neuer Intendant wurde Roderich Benedix. Getragen von einem erfreulichen Publikumszuspruch wurde das nunmehr Theater zu Frankfurt a. M. genannte Unternehmen künstlerisch erfolgreich. 1857 erhielt das Theater noch einen neuen Vorhang und erstmals eine Orgel. Die zunächst bis 1861 befristete Konzession wurde mehrfach verlängert.
Während des Frankfurter Fürstentages 1863 fanden im Theater mehrfach festliche Aufführungen für die in der Stadt versammelten deutschen Bundesfürsten statt. Das Reformprojekt blieb jedoch erfolglos, da der preußische König dem Treffen ferngeblieben war. Die Spannungen zwischen Österreich und Preußen bestanden weiterhin, und 1866 kam es zum Deutschen Krieg. Nach der Annexion der Freien Stadt Frankfurt durch Preußen wurde im März 1869 in einem Frankfurter Rezess das Vermögen in staatliches, welches dem Königreich Preußen zufiel, und städtisches aufgeteilt; das Stadttheater blieb beim städtischen Vermögen. Die Bedingungen des Vergleiches waren für die Stadt günstig, die nicht nur ihre 1866 geleistete Kontribution von 5,8 Millionen Gulden zurückerhielt, sondern darüber hinaus eine Entschädigung von drei Millionen Gulden für das vom preußischen Staat beanspruchte staatliche Vermögen der Freien Stadt Frankfurt. Überdies behielt die Stadt ihren Lotteriefonds, der jährlich 200.000 Gulden abwarf. Im Dezember 1869 regte der neue Oberbürgermeister Mumm von Schwarzenstein daher den Neubau eines Theaters an, das vor allem als Opernhaus genutzt werden sollte.

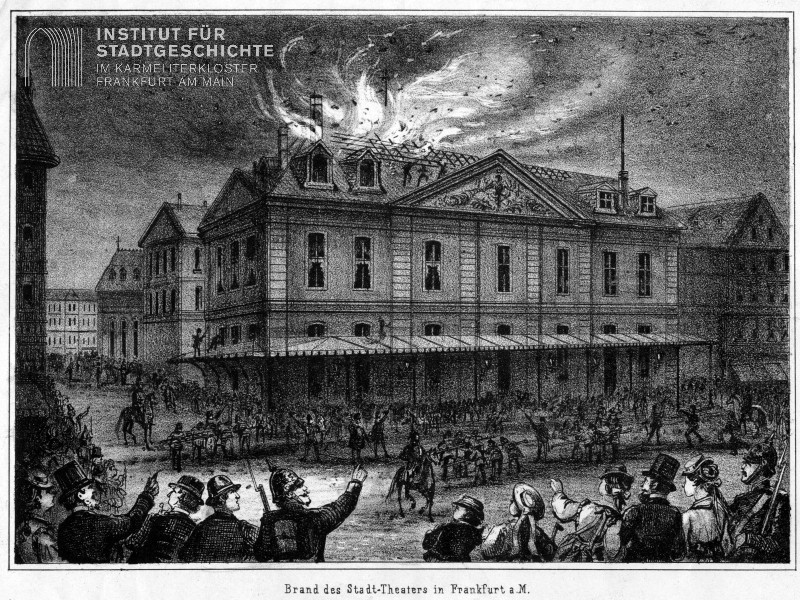
Der Brand am 10. Juli 1878

1870 erhielt das Stadttheater das schon lange geforderte Vordach, um die Besucher besser vor der Witterung zu schützen. 1875 wurde das nördlich des Theaters gelegene Stadtviertel für den Bau der Neuen Börse völlig umgestaltet. Die noch aus der frühen Neuzeit stammenden Gebäude des Rahmhofes und des Taubenhofes verschwanden. Im Rahmen dieses Bauprojektes errichtete Stadtbaurat Rügemer ein großzügiges Dekorationsmagazin, das durch einen Innenhof vom Bühnenausgang sowie durch einen Nebeneingang von der neu entstandenen Börsengasse aus zugänglich war. Außerdem wurden erforderliche Instandsetzungen am Theater vorgenommen.
Am 10. Juli 1878 brach kurz vor einer Aufführung von Grillparzers Ahnfrau Feuer aus. Dachstuhl und Dach wurden größtenteils zerstört, der Vorhang und der große Kronleuchter stürzten herunter, nachdem ihre tragenden Seile verbrannt waren, und das Löschwasser richtete großen Schaden an Fußböden, Logenbrüstungen und Parkett an. Bei der umgehend begonnenen Wiederherstellung wurde der Abstand zwischen den Parkettreihen vergrößert und zwei zusätzliche Logen im Parkett geschaffen. Das Deckengemälde und der Kronleuchter wurden nach Vorlagen erneuert. Die Reparaturkosten betrugen 73.000 Mark, von denen die Feuerversicherung 31.000 erstattete. Bereits am 15. September 1878 konnte der Spielbetrieb wieder aufgenommen werden.
Unter dem neuen Intendanten Emil Claar nahm das Haus einen künstlerischen Aufschwung. Am 20. Oktober 1880 wurde das neue Opernhaus mit Mozarts Don Giovanni unter der musikalischen Leitung von Otto Dessoff eröffnet. Das Stadttheater, nunmehr Schauspielhaus genannt, blieb als Spielstätte erhalten, obwohl es im Hinblick auf Beleuchtung, Heizung und Bühnentechnik längst nicht mehr dem Stand der Technik entsprach. Überdies war die Einwohnerzahl von Frankfurt in den 100 Jahren seit seinem Bau von 35.000 auf über 135.000 gestiegen. An einen weiteren Theaterneubau war jedoch vorerst nicht zu denken, da das neue Opernhaus mit über 6,8 Millionen Mark fast das fünffache der ursprünglich geschätzten Baukosten verschlungen hatte. Die notwendigen Investitionen beschränkten sich auf Verbesserungen beim Brandschutz. 1882 erhielt das Haus einen eisernen Vorhang und eine Beregnungsanlage für die Bühne.

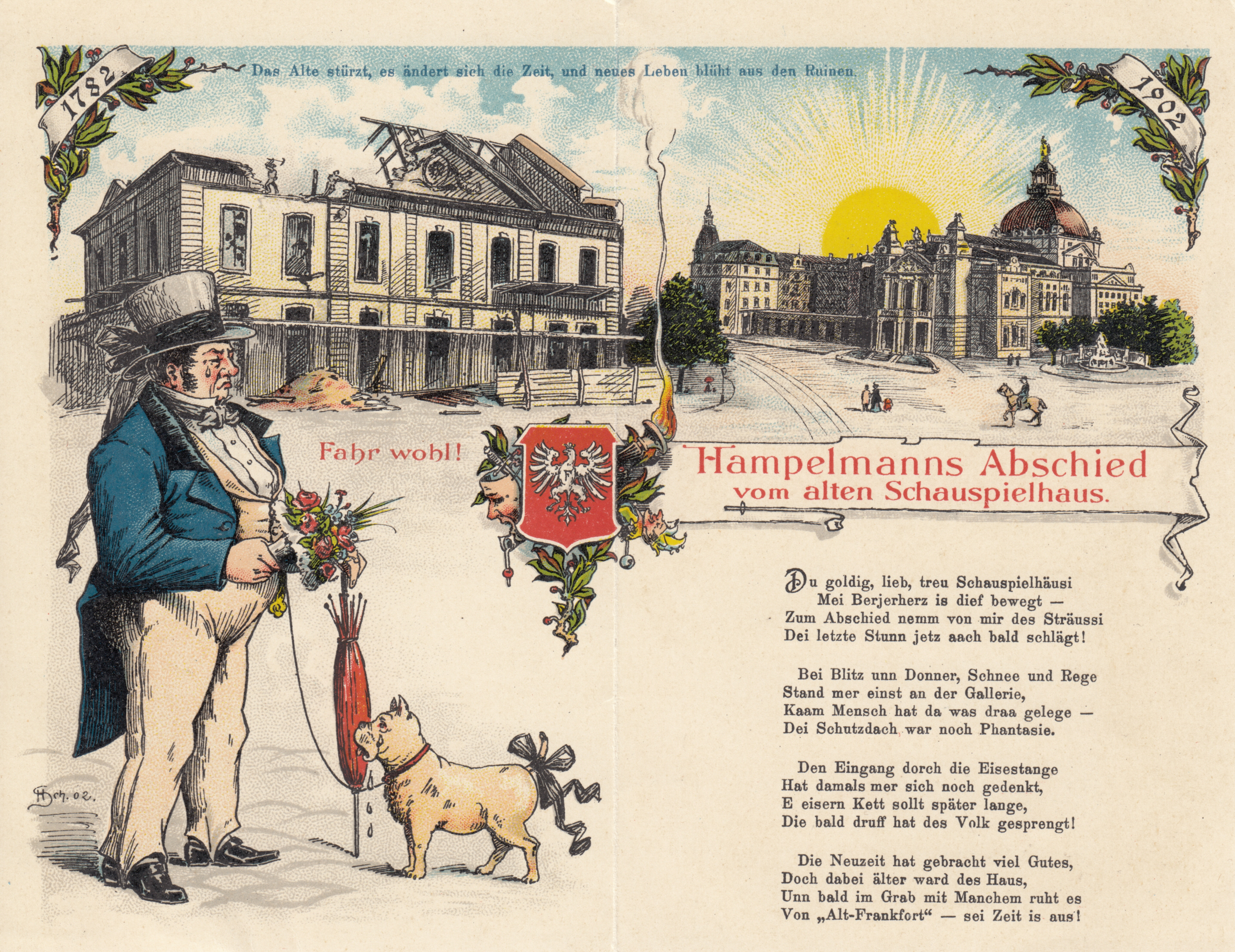
Postkarte zum Abschied vom alten Stadttheater, 1902

1890 regte die städtische Baudeputation einen vollständigen Neubau an, anstelle der projektierten Einführung einer elektrischen Beleuchtung und einer Verbesserung der Heizungsanlage. Das alte Schauspielhaus sei dauerhaft zu klein, es fehle Platz für eine Hinterbühne und Nebenräume, überdies sei die innere Ausstattung veraltet. Mit Ausnahme der Außenwände und einiger Schornsteine sei kein Stück massives Mauerwerk vorhanden, alle inneren Einbauten bestünden ausschließlich aus Holz. Die städtischen Gremien waren jedoch nicht leicht zu überzeugen. Viele Mitglieder befürworteten eine Modernisierung des liebgewordenen alten Hauses. 1896 wurden vier Architekten beauftragt entsprechende Entwürfe zu erstellen. Letztlich setzten sich jedoch die Befürworter eines Neubaus durch. 1899 erhielt der Berliner Theaterarchitekt Heinrich Seeling den Auftrag zum Bau eines prunkvollen neuen Schauspielhauses in der Gallusanlage. Dafür genehmigten die Stadtverordneten sogar eine Ausnahme von der Wallservitut, die die Wallanlagen vor Bebauung schützte. Eine ähnliche Ausnahme hatte es nur 20 Jahre zuvor für den Bau des Opernhauses gegeben.
Am 30. Oktober 1902 fand mit einer Aufführung von Iphigenie auf Tauris die letzte Vorstellung im alten Schauspielhaus statt. Intendant Emil Claar hatte einen zwölfstrophigen wehmütigen Epilog verfasst, den die Schauspielerin Charlotte Boch nach der Vorstellung vortrug. Der Abschied vom liebgewordenen alten Schauspielhaus fiel den Frankfurtern schwer. Der Frankfurter General-Anzeiger schrieb am nächsten Tag: „Wie oft sind wir in diesem engen, düsteren Raum gewandelt, das Herz so voll und die Seele so bewegt von widerstreitenden Gefühlen…Wehmütig schauen uns von den Wänden die armseligen Haken an, die sich hier stolz eine ‚Garderobe‘ nannten…Aber kein Spott kommt uns heute nahe, im leisen Wehgefühl des Abschiednehmens verklärt sich auch die primitive Dürftigkeit zur lieben Poesie.“
Claar versuchte vergeblich, das alte Theater als Kammerspiel zu erhalten:

„Heute aber noch möchte ich mein unverlöschliches Bedauern darüber ausdrücken, daß dieses alte Haus mit seinen köstlich traulichen Raumverhältnissen, das Haus, in dem sich eine Jahrhundertkultur entwickelte, das Haus aus Goethes Zeiten, das Haus, in welchem die Mutter des größten Frankfurters einen ständigen Platz hatte, der Erde gleichgemacht werden konnte.“

Das alte Stadttheater wurde abgerissen. 1911 bis 1913 errichteten Hermann Ritter und Wilhelm Schmidt an seiner Stelle ein neoklassizistisches Geschäftshaus, das heute unter Denkmalschutz steht. Der Theaterplatz wurde 1922 nach dem von Rechtsextremisten ermordeten Reichsaußenminister Walther Rathenau benannt. Heute erinnert im Stadtbild nichts mehr an das erste Frankfurter Theater.